# Czarna czaszka

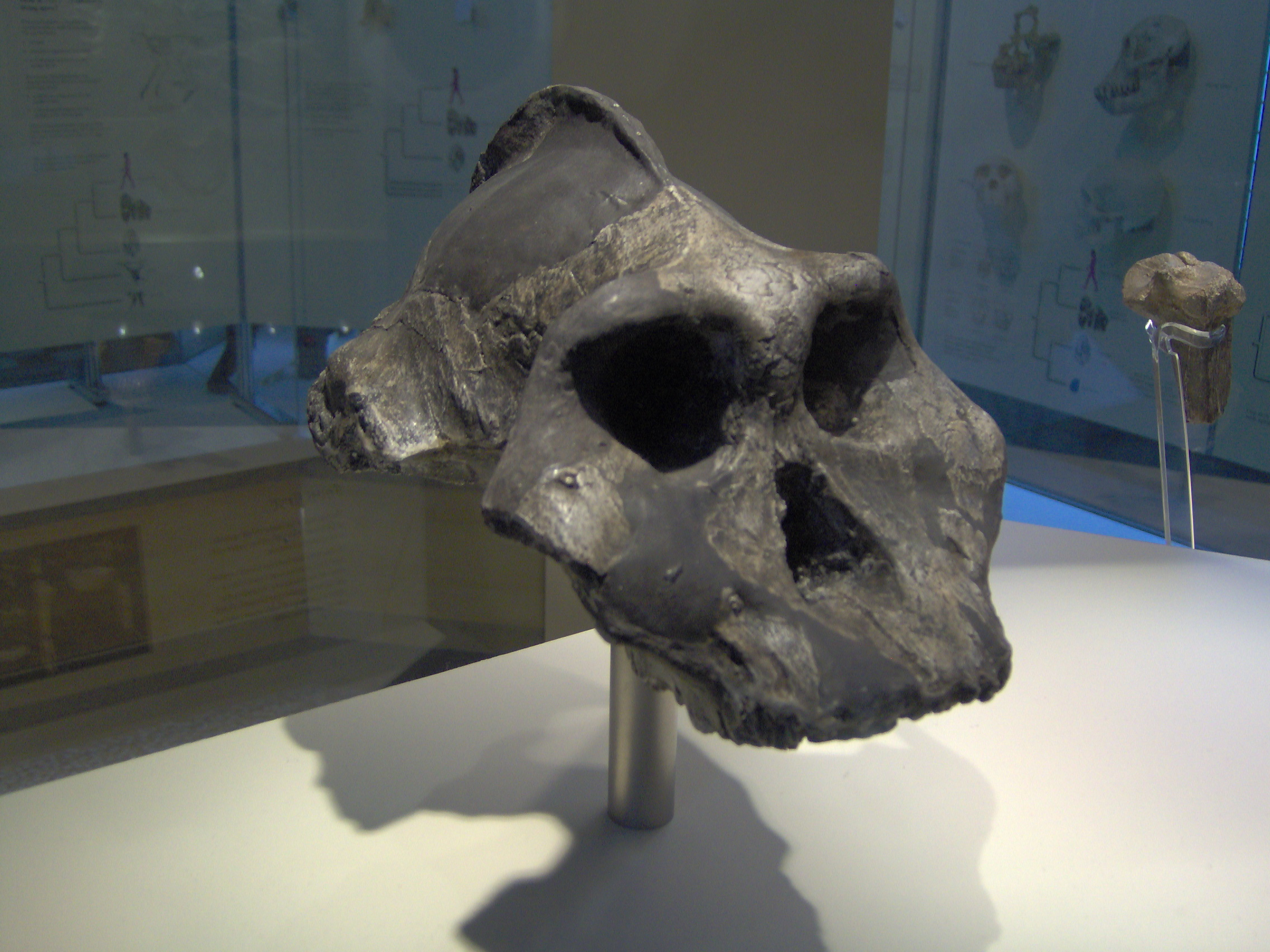
Czarna czaszka

Czarna czaszka (oznaczona jako KNM WT 17000) – czaszka hominida należąca do gatunku Paranthropus aethiopicus. Odkryta w 1985 roku przez Alana Walkera na zachód od Jeziora Turkana (Kenia).
Cechą charakterystyczną czaszki jest grzebień kostny biegnący wzdłuż jej wierzchołka. U masywnych australopiteków spełniał on zadanie przyczepu silnych mięśni żuchwy. Ze względu na tę cechę początkowo czaszka została przypisana do gatunku Australopithecus boisei, później była również przypisywana do gatunku Australopithecus afarensis, ze względu na pewne podobieństwo do czaszek przedstawicieli tego gatunku.